# Lens-sur-Geer
Lens-sur-Geer of in het Nederlands Lens aan de Jeker is een dorp in de Belgische provincie Luik en een deelgemeente van de gemeente Oreye (Oerle in het Nederlands). Het was een zelfstandige gemeente tot het bij de fusie van 1965 toegevoegd werd aan de gemeente Oreye.
Lens aan de Jeker ligt ten zuiden van de bebouwde kom van Oerle aan de Jeker. Het is een landbouwdorp in Droog-Haspengouw dat zich stilaan ontwikkelt tot een woondorp.

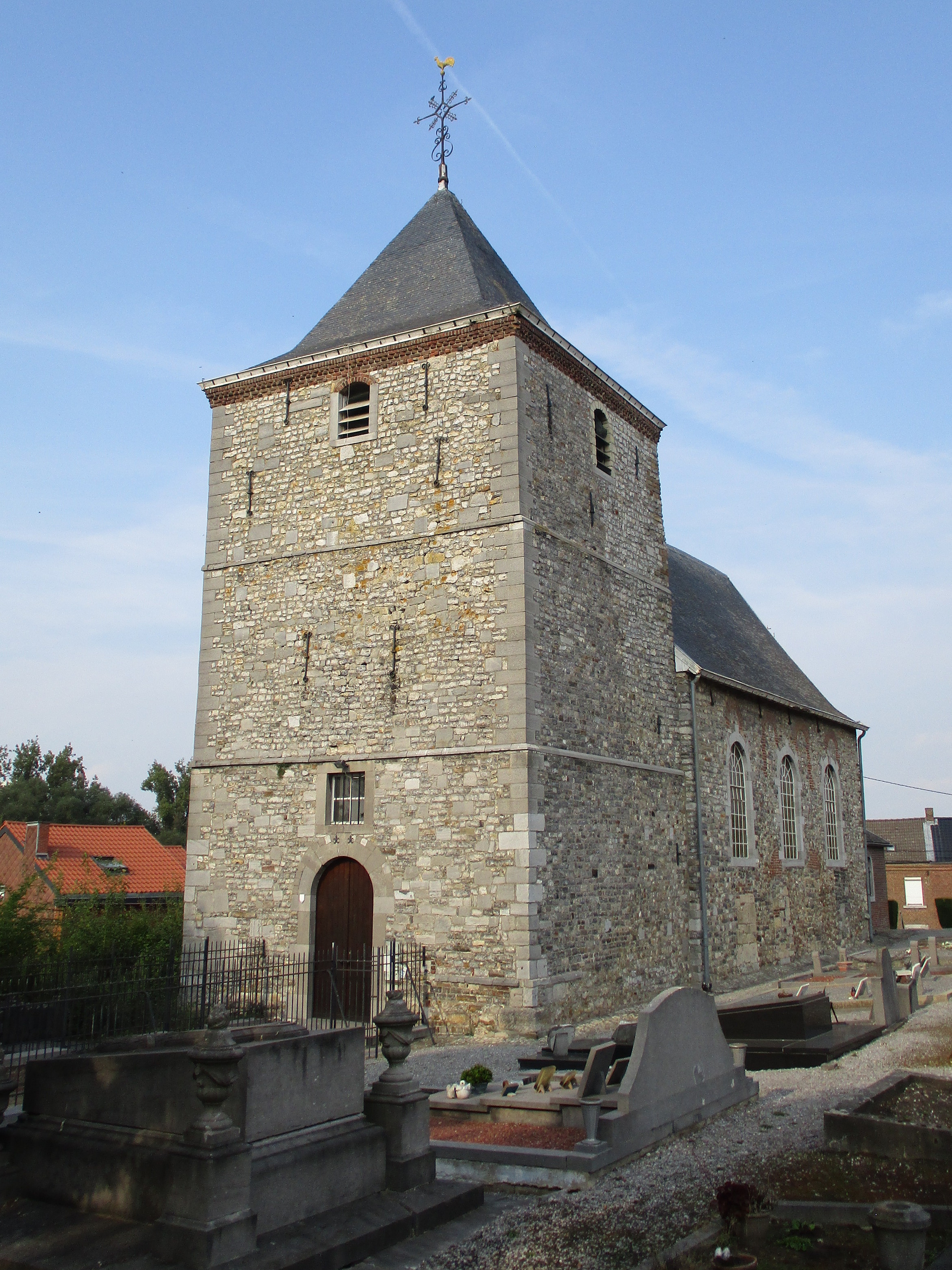
De Sint-Hubertuskerk

## Geschiedenis
Lens-sur-Geer is een zeer oude parochie die gesticht werd op het einde van de 8ste eeuw. Tot de parochie behoorden ook de dorpen Oerle, Bergilers en Grandville die allen aan de Jeker gelegen zijn.
Het dorp behoorde tot het domein van het kapittel van de Sint-Denijskerk te Luik. Het graafschap Loon had echter de voogdij over Lens. Na de opheffing van het graafschap nam het prinsbisdom Luik de voogdij over.

## Bezienswaardigheden
- De Sint-Hubertuskerk (Église Saint-Hubert) waarvan de toren en het schip in romaanse stijl zijn gebouwd en dateren van de 11de eeuw. In 1748 werd het schip ingekort en werd er een bakstenen koor bijgebouwd. In 1937 werden de toren en het schip beschermd als monument.
- Op de grens met Hodeige ligt de Tumulus van Hodeige. In 1977 werd de tumulus samen met haar omgeving beschermd als monument en als landschap.
- De Moulin de Lens is een onderslagmolen op de Jeker.

## Natuur en landschap
Lens-sur-Geer ligt aan de Jeker, waar deze samenvloeit met de Yerne. De hoogte aan de kerk is 108 meter.

## Demografische ontwikkeling
- Bronnen:NIS, Opm:1831 tot en met 1961=volkstellingen

## Nabijgelegen kernen
Grandville, Oreye, Hodeige, Fize-le-Marsal